# Candela Peña
María del Pilar Peña Sánchez, coneguda artísticament com a Candela Peña (Gavà, Baix Llobregat, 14 de juliol de 1973) és una actriu de cinema catalana. Quan els seus companys d'institut li van dir que el seu nom no era gaire adequat per a una actriu, van començar a anomenar-la així, arran d'un fragment de La casa de Bernarda Alba en el qual es deia "¿Encendieron la candela?".
Filla única, va créixer en el bar que els seus pares portaven. Als quatre anys feia classes de ballet a l'Institut de la Dansa de Barcelona; als 17 va acabar COU i se'n va anar al Centre Andalús de Teatre a Sevilla, i més tard va marxar a Madrid. Motivada per Pedro Almodóvar, el 2001 va escriure la novel·la Pérez Príncipe, María Dolores.

## Filmografia
- Días contados (1994)
- Hola, ¿estás sola? (1995)
- Boca a boca (1995)
- La Celestina (1996)
- ¿De qué se ríen las mujeres? (1997)
- Un, dos, tres, ¡Taxi! (1997)
- Insomnio (1998)
- Novios (1999)
- Todo sobre mi madre (1999)
- Sin vergüenza (2001)
- Desaliñada (2001)
- Los muertos van deprisa (2003)
- No somos nadie (2002)
- Te doy mis ojos (2003)
- Descongela't! (2003)
- Torremolinos 73 (2003)
- ¡Hay motivo! (2004)
- Princesas (2005)
- Després de la pluja (2006)
- En el lado de la vida (2008)
- El patio de mi cárcel (2008)
- Los años desnudos. Clasificada S (2008)
- L'illa interior (2009)
- Una pistola a cada mà (2012)
- Ayer no termina nunca (2013)
- Hierro (2019)
- La boda de Rosa (2020)
- El caso Asunta (2024)

## Guardons

### Premis
- 1999: Premi Butaca a la millor actriu catalana de cinema, per Todo sobre mi madre[2]
- 2003: Premi Butaca a la millor actriu catalana de cinema, per Torremolinos 73[2]
- 2004: Goya a la millor actriu secundària per Te doy mis ojos
- 2006: Premi Butaca a la millor actriu catalana de cinema per Princesas[2]
- 2006: Goya a la millor actriu per Princesas
- 2013: Gaudí a la millor actriu secundària per Una pistola a cada mà
- 2013: Goya a la millor actriu de repartiment per Una pistola a cada mà
- 2021: Gaudí a la millor actriu per La boda de Rosa

### Nominacions
- 1995: Goya a la millor actriu secundària per Días contados
- 1995: Goya a la millor actriu revelació per Días contados
- 2000: Goya a la millor actriu secundària per Todo sobre mi madre
- 2014: Gaudí a la millor actriu per Ayer no termina nunca
- 2017: Goya a la millor actriu secundària per Kiki, el amor se hace
- 2021: Goya a la millor actriu per La boda de Rosa